# Кибаале (округ)
Ки́баале, Кибале — район в западной части Уганды. Как и большая часть регионов этой страны, назван в честь административного центра района, одноимённого города Кибаале.

## Местоположение
Граничит с:
- Районом Хиома (с севера)
- Районом Кякванзи (с северо-востока)
- Районом Мубенде (с востока)
- Районом Кйегева (с юго-востока)
- Районом Кйенжожо (с юга)
- Районом Каборолэ (с юго-запада)
- Районом Нторко (с запада)

Столица района находится с 219 км от столицы Уганды.

## Обзор района
Большую часть Кибаале занимает плато (высота колеблется от 680 м до 1500 м). В район входит три округа, каждый из которых имеет коммерческий центр, а именно:
- Байага (самый крупный)
- Бугангаизи
- Баянжа (наименьший)

### География

#### Гидрология
Крупнейшая река — Нкуси, впадает в Альберт, которое также частично входит в состав региона.

## Население

### Тенденция роста
В 2002 году производилась перепись населения — в районе жило 405 900 человек. Был оценен прирост населения (3 %), и, исходя из этого, произведены расчёты:
| Год  | Кол-во жителей |
| ---- | -------------- |
| 2002 | 405 900        |
| 2003 | 418 100        |
| 2004 | 430 600        |
| 2005 | 443 500        |
| 2006 | 456 800        |
| 2007 | 470 500        |
| 2008 | 484 700        |
| 2009 | 499 200        |
| 2010 | 514 200        |

### Религии, исповедуемые жителями
60 % — католики, 30 % принадлежат к т. н. Церкви Уганды, 3 % зарегистрированы как мусульмане.

## Экономика
Сельское хозяйство является основой экономики района, хотя только 12 % пахотных земель в настоящее время культивируется. Население в основном занимается натуральным производством продовольственных культур, таких как сладкий картофель, маниок, просо, бобы, бананы и арахис. Бананы охватывают примерно 14 400 га (56 квадратных миль), из которых 90 % используются для пивоварения.